# USS Oriskany (CV-34)
USS Oriskany (CV-34) bio je američki nosač zrakoplova u sastavu Američke ratne mornarice i jedan od nosača klase Essex. Bio je treći brod u službi Američke ratne mornarice koji nosi ime Oriskany. Služio je od 1950. do 1975. godine. Nije sudjelovao u borbama u Drugom svjetskom ratu. Prvi je brod nadograđen na dizajn nazvan SCB-27 ili "27-Charlie" koji je postao osnova za modernizaciju ostalih 14 nosača klase Essex koji su dovršeni prije USS Oriskanya. Oriskany je odlikovan s dvije borbene zvijezde (eng. battle stars – odlikovanje za sudjelovanje u bitkama) za sudjelovanje u Korejskom ratu i pet za sudjelovanje u Vijetnamskom ratu. Godine 1966. jedan od najgorih brodskih požara od Drugog svjetskog rata buknuo je na Oriskanyu kada se slučajno zapalila magnezijska baklja. U tom požaru je poginulo 44 članova posade.
Povučen je iz službe 1975. godine, a 1995. je prodan kao staro željezo, ali je vraćen natrag 1997. godine. 2004. je odlučeno da će ga se potopiti kao umjetnički greben blizu obale Floride u Meksičkom zaljevu. Nakon mnogih pregleda o štetnosti za okoliš i uklanjanja toksičnih tvari, pažljivo je potopljen uz pomoć eksploziva montiranog na ključnim dijelovima trupa u svibnju 2006. iznad mjesta čije je morsko dno na dubini dostupnoj rekreativnim roniocima. Oriskany je najveći umjetnički greben na svijetu.

## Vanjske poveznice
- http://www.ussoriskany.com/

|  | Zajednički poslužitelj ima stranicu o temi USS Oriskany (CV-34)    |
|  | Zajednički poslužitelj ima još gradiva o temi USS Oriskany (CV-34) |